# Liste de joueurs des ligues majeures qui ont marqué 1500 points

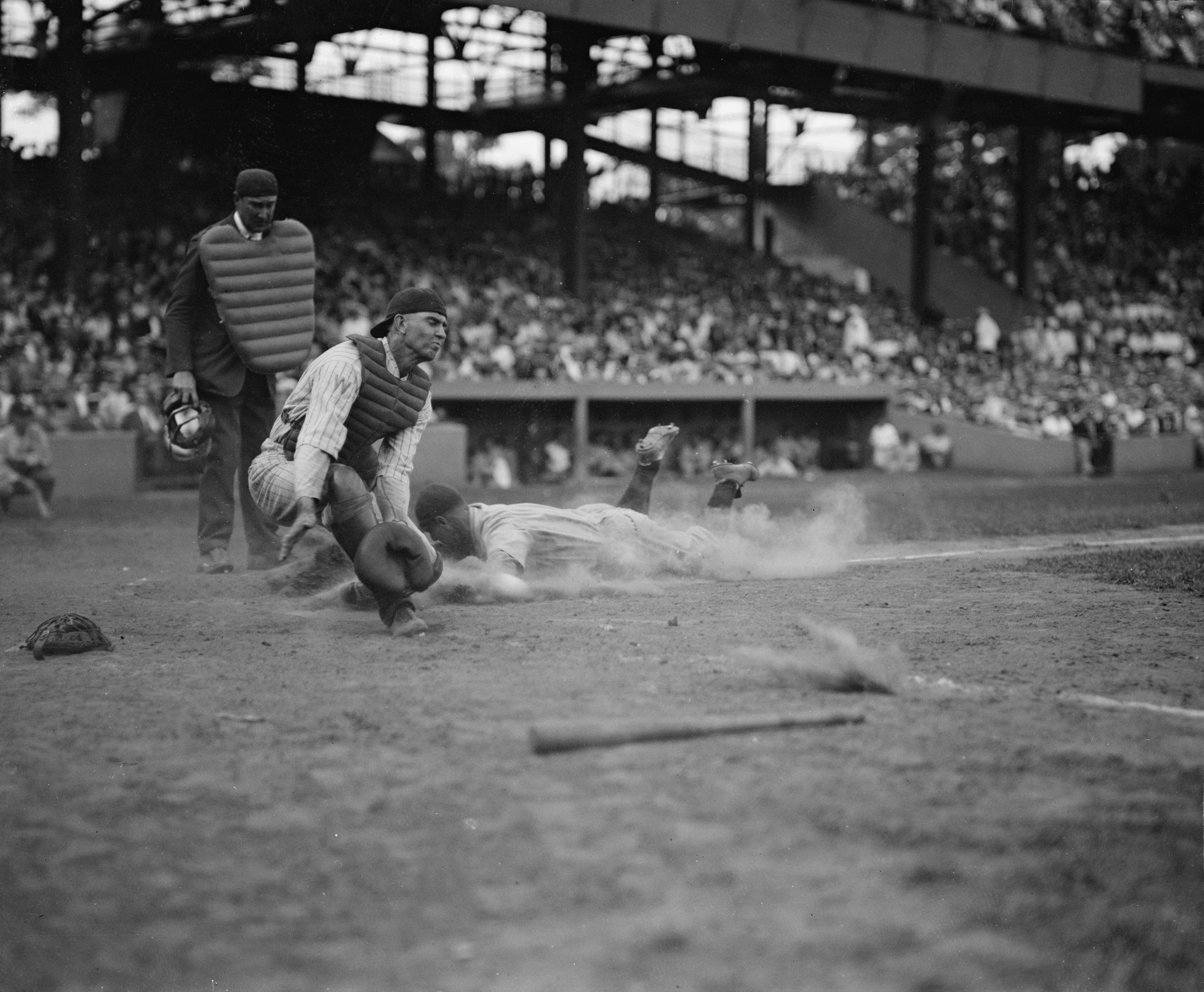
Lou Gehrig marque un point en 1925.

Au baseball, un point (abréviation R selon l'anglais Run) est un inscrit par un batteur qui arrive au marbre après avoir fait le tour des bases. Le record des ligues majeures appartient à Rickey Henderson qui a marqué 2295 points en carrière lors de ses 25 saisons.

## Classement
En gras, les joueurs actifs. Statistiques mises à jour le 22 septembre 2015 dans la Ligue majeure de baseball.

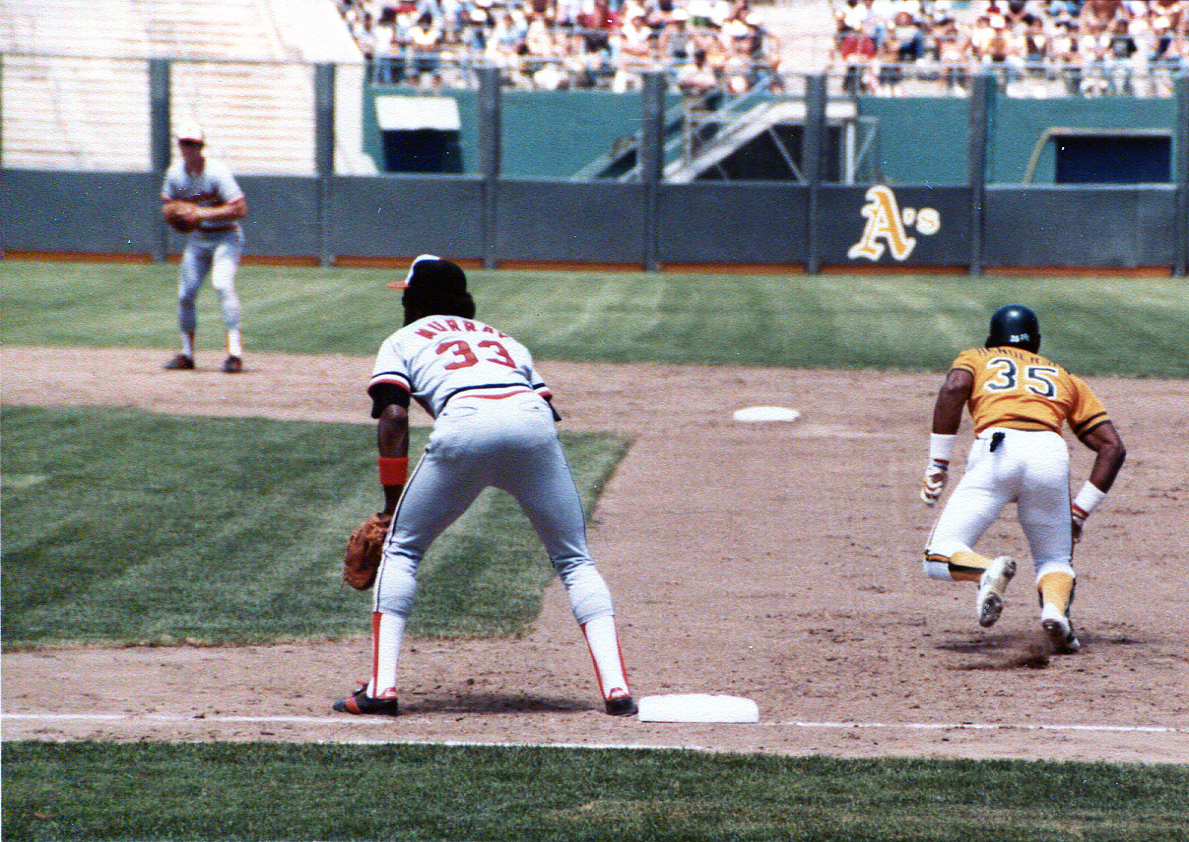
Eddie Murray et Rickey Henderson.

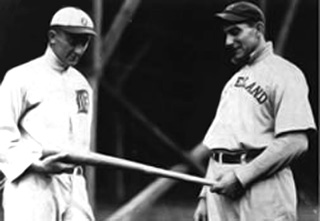
Ty Cobb et Nap Lajoie.

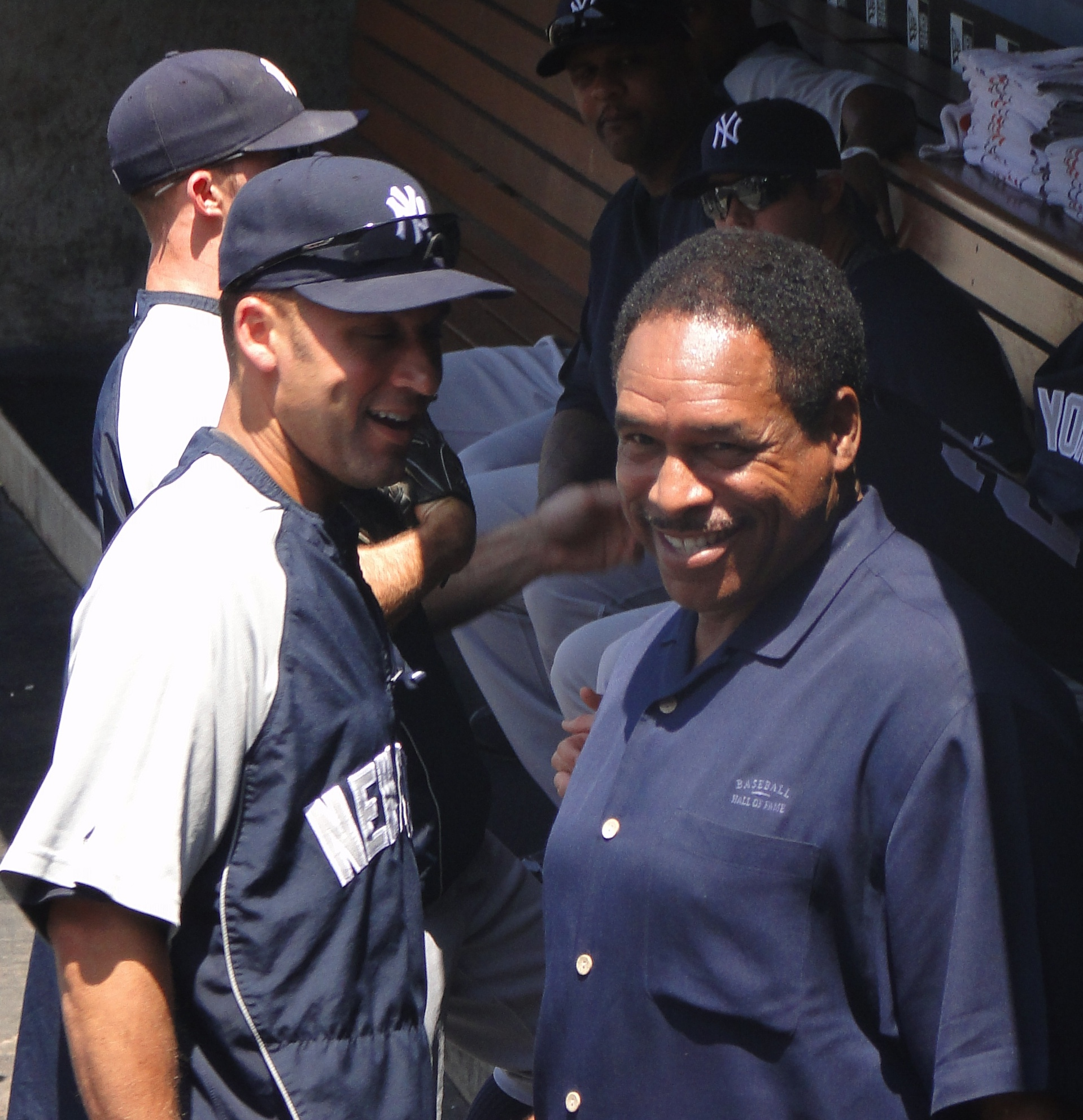
Derek Jeter et Dave Winfield.

| Place | Joueur                      | Points |
| ----- | --------------------------- | ------ |
| 1     | Rickey Henderson            | 2295   |
| 2     | Ty Cobb                     | 2246   |
| 3     | Barry Bonds                 | 2227   |
| 4     | Hank Aaron Babe Ruth        | 2174   |
| 6     | Pete Rose                   | 2165   |
| 7     | Willie Mays                 | 2062   |
| 8     | Cap Anson                   | 1999   |
| 9     | Alex Rodriguez              | 1998   |
| 10    | Stan Musial                 | 1949   |
| 11    | Derek Jeter                 | 1923   |
| 12    | Lou Gehrig                  | 1888   |
| 13    | Tris Speaker                | 1882   |
| 14    | Mel Ott                     | 1859   |
| 15    | Craig Biggio                | 1844   |
| 16    | Frank Robinson              | 1829   |
| 17    | Eddie Collins               | 1821   |
| 18    | Carl Yastrzemski            | 1816   |
| 19    | Ted Williams                | 1798   |
| 20    | Paul Molitor                | 1782   |
| 21    | Charlie Gehringer           | 1774   |
| 22    | Jimmie Foxx                 | 1751   |
| 23    | Honus Wagner                | 1739   |
| 24    | Jim O'Rourke                | 1729   |
| 25    | Jesse Burkett               | 1720   |
| 26    | Willie Keeler               | 1719   |
| 27    | Billy Hamilton              | 1697   |
| 28    | Bid McPhee                  | 1684   |
| 29    | Mickey Mantle               | 1676   |
| 30    | Dave Winfield               | 1669   |
| 31    | Johnny Damon                | 1668   |
| 32    | Rafael Palmeiro             | 1663   |
| 33    | Ken Griffey, Jr.            | 1662   |
| 34    | Joe Morgan                  | 1650   |
| 35    | Cal Ripken                  | 1647   |
| 36    | Jimmy Ryan                  | 1643   |
| 37    | George Van Haltren          | 1642   |
| 38    | Gary Sheffield              | 1636   |
| 39    | Robin Yount                 | 1632   |
| 40    | Eddie Murray Paul Waner     | 1627   |
| 42    | Fred Clarke Al Kaline       | 1622   |
| 44    | Roger Connor                | 1620   |
| 45    | Chipper Jones               | 1619   |
| 46    | Lou Brock                   | 1610   |
| 47    | Jake Beckley                | 1602   |
| 48    | Ed Delahanty                | 1600   |
| 49    | Bill Dahlen                 | 1590   |
| 50    | Albert Pujols               | 1588   |
| 51    | George Brett Jim Thome      | 1583   |
| 53    | Rogers Hornsby              | 1579   |
| 54    | Tim Raines                  | 1571   |
| 55    | Hugh Duffy                  | 1554   |
| 56    | Reggie Jackson              | 1551   |
| 57    | Max Carey George Davis (en) | 1545   |
| 59    | Manny Ramírez               | 1544   |
| 60    | Frankie Frisch              | 1532   |
| 61    | Kenny Lofton                | 1528   |
| 62    | Dan Brouthers               | 1523   |
| 63    | Tom Brown                   | 1521   |
| 64    | Jeff Bagwell                | 1517   |
| 65    | Sam Rice                    | 1514   |
| 66    | Wade Boggs                  | 1513   |
| 67    | Eddie Mathews               | 1509   |
| 68    | Roberto Alomar              | 1508   |
| 69    | Al Simmons                  | 1507   |
| 70    | Mike Schmidt                | 1506   |
| 71    | Nap Lajoie                  | 1504   |

## Joueurs en activité

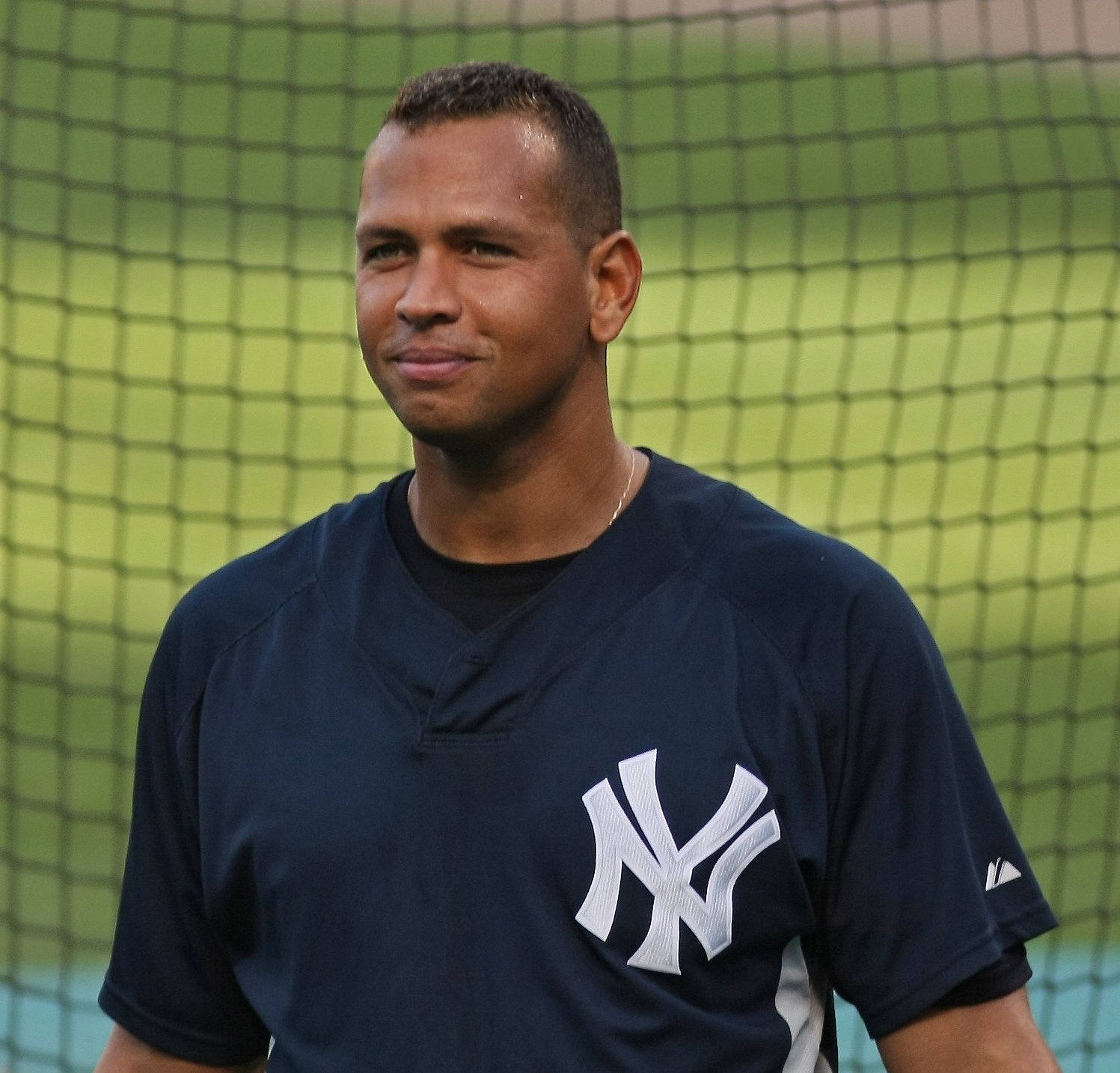
Après la saison 2014, Alex Rodriguez est le meneur pour les points marqués parmi les joueurs actifs.

Classement mis à jour le 22 septembre 2015 dans la Ligue majeure de baseball.
| Joueur         | Points |
| -------------- | ------ |
| Alex Rodriguez | 1998   |
| Albert Pujols  | 1588   |
| Carlos Beltrán | 1443   |
| Jimmy Rollins  | 1391   |
| Ichiro Suzuki  | 1347   |
| David Ortiz    | 1335   |
| Adrián Beltré  | 1328   |
| Torii Hunter   | 1293   |
| Miguel Tejada  | 1230   |
| Miguel Cabrera | 1226   |